# George W. Campbell
George Washington Campbell (ur. 9 lutego 1769 w Tongue, zm. 17 lutego 1848 w Nashville) − amerykański polityk, kongresman i senator ze stanu Tennessse, 5. Sekretarz skarbu Stanów Zjednoczonych w 1814.